# Тангар
Танга́р (Schistochlamys) — рід горобцеподібних птахів родини саякових (Thraupidae). Представники цього роду мешкають в Південній Америці.

## Види
Виділяють два види:
- Тангар чорнощокий (Schistochlamys melanopis)
- Тангар рудощокий (Schistochlamys ruficapillus)

## Етимологія
Наукова назва роду Schistochlamys походить від сполучення слів лат. schistus — сланець і дав.-гр. σχιστος — розщеплений.